# The Globe and Mail
«Глоб энд мейл» (англ. The Globe and Mail) — канадская ежедневная газета, издаваемая в пяти городах западной и центральной Канады на английском языке со штаб-квартирой в Торонто. Одна из самых авторитетных и влиятельных газета в Канаде». С еженедельной аудиторией более 6 миллионов человек в 2024 году является самой читаемой ежедневной газетой Канады по будням и субботам, хотя немного отстает от Toronto Star по общему еженедельному тиражу, поскольку Star выпускает воскресный выпуск, а Globe — нет. Владельцем газеты является холдинг The Woodbridge Company, принадлежащей потомкам канадского медиамагната Роя Томсона.

## История
Первоначально газета была основана 1844 году шотландским эмигрантом Джорджом Брауном (который позже стал Отцом конфедерации) и называлась «The Globe». Являлась печатным изданием Партии реформ (англ. Reform Party of Canada). В 1850-х годах газета становится независимым и уважаемым ежедневным изданием. В 1936 году «The Globe» (на тот момент имевшая тираж 78 тыс.) объединилась с газетой The Mail and Empire (тираж 118 тыс.), причём последняя также образовалась путём слияния The Toronto Mail и Toronto Empire в 1895 году. The Toronto Mail была основана в 1872 году соперником Брауна — политиком-консерватором сэром Джоном А. Макдональдом (первый премьер-министр Канады).
В результате слияния газета получила современное название. Сделка была организована Джорджом Маккуллагом, который действовал от лица магната Уильяма Генри Райта и стал первым владельцем газеты.

## Политическая позиция
В 1990-х годах Globe and Mail была основным средством массовой информации для правого крыла Канады. В 2011 году канадский социолог Элке Винтер заявила, что Globe and Mail считается политически умеренно-консервативно-центристской и менее социально-либеральной, чем её конкурент Toronto Star. Винтер пишет, что «хотя Globe, вероятно, потеряла часть своей более консервативной и корпоративной читательской аудитории в пользу National Post, она продолжает обслуживать канадскую политическую и интеллектуальную элиту». Николас Расселл в 2006 году признал газету «элитной», в отличие от газет более низкого ценового диапазона, таких как Toronto Sun.
В ходе опроса, проведённого в Канаде в 2017 году, 50 % респондентов посчитали Globe and Mail предвзятое; поставив её на первое место с CBC Television с точки зрения воспринимаемой предвзятости. Респонденты, которые считали Globe and Mail предвзятым, неоднозначно отнеслись к тому, было ли её освещение благоприятным для Либеральной партии или Консервативной. Опрос 2010 года показал, что Globe and Mail воспринимается как слегка правоцентристская газета, находящаяся на том же уровне, что и большинство других канадских новостных организаций.
Веб-сайт Media Bias/Fact Check признал The Globe and Mail как правоцентристскую и умеренно-консервативное СМИ из-за редакционных позиций, отметив «фактическое освещение событий, основанное на надлежащих источниках».

## Сотрудники

### Журналисты
Стефани Нолен, автор 28 историй о СПИДе в Африке.